# Баян-уул (Дорнод)
Баян-уул — сомон аймаку Дорнод, Монголія. Територія 5,6 тис. кв. км, населення 5,2 тис., з них 60% — буряти. Центр — селище Жавартхошуу, розташоване на відстані 190 км від Чойбалсану та 602 км від Улан-Батора.

## Рельєф
Гори та рівнини. Найвища точка 1050 м, найнижча — 861 м — берез річки Улз. Невисокі гори Ереен даваа, Буна, Дархит, Шинестей. Долини Шац, Хархіраа, Урт. Численні річки та джерела Оноо, Улз, Унурч, Гуна, Дархит, Ерелж.

## Клімат
Різкоконтинентальний клімат. Середня температура січня −20°-25°С, липня 16°+18°С. Протягом року в середньому випадає 200–250 мм опадів.

## Тваринний та рослинний світ
Водяться олені, лосі, козулі, кабани, ведмеді, вовки, лисиці, зайці. Польова рослинність та березові гаї.

## Економіка
Сільське господарство. Розводять овець та корів м'ясних порід. Вирощують овочі та кормові рослини.

## Соціальна сфера
Школа, лікарня, культурний та торговельно-обслуговуючий центри, ремонтний цех для сільськогосподарських машин.